# 우리 방금 결혼했어요
《우리 방금 결혼했어요》(영어: Just Married)는 2003년 공개된 미국의 로맨틱 코미디 영화이다. 애슈턴 쿠처와 브리트니 머피가 주연을 맡았다.

## 출연
- 애슈턴 쿠처
- 브리트니 머피
- 크리스천 케인
- 모네이 메이저
- 레이먼드 J. 배리
- 조지 게인스
- 데이비드 모스카우
- 데이비드 래시
- 버로니카 카트라이트
- 새드 러킨빌
- 태런 킬럼

## 기타 제작진
- 라인 제작: 구이도 체라수올로
- 공동 제작: 아이라 슈먼
- 배역: 실리아 재피, 조지앤 워컨
- 미술: 니나 러시오
- 의상: 데브라 맥과이어